# Aegophagamyia keiseri
Aegophagamyia keiseri är en tvåvingeart som beskrevs av H. Oldroyd 1960. Aegophagamyia keiseri ingår i släktet Aegophagamyia och familjen bromsar.
Artens utbredningsområde är Madagaskar. Inga underarter finns listade i Catalogue of Life.